# Romaniwka (obwód czerkaski)
Romaniwka (ukr. Романівка) – wieś na Ukrainie, w obwodzie czerkaskim, w rejonie zwinogródzkim. W 2001 liczyła 1083 mieszkańców, wśród których 1058 jako ojczysty język wskazało ukraiński, 20 rosyjski, 1 mołdawski, +3 białoruski, a 1 inny.